# Rosalinda sagamina
Rosalinda sagamina är en nässeldjursart som beskrevs av Hirohito 1988. Rosalinda sagamina ingår i släktet Rosalinda och familjen Rosalindidae. Inga underarter finns listade i Catalogue of Life.